# كارل إي. الز
كارل إي. الز (بالإنجليزية: Carl E. Walz)‏ (و. 1955  م) هو ضابط، ورائد فضاء أمريكي، ولد في كليفلاند، أوهايو.

## التعليم
تعلم في كلية تدريب الطيارين الاختباريين الأمريكية ‏، وجامعة جون كارول.

## ريادة الفضاء
شارك في المهمات الفضائية:
- البعثة 4[3]
- STS-108[3]
- STS-111[3]
- STS-65[3]
- STS-51[3]
- STS-79.[3]

## الخدمة العسكرية
خدم في القوات الجوية الأمريكية.

## جوائز
حصل على جوائز منها:
- وسام الاستحقاق في استكشاف الفضاء.